# 内浦純一
内浦 純一（うちうら じゅんいち、1975年4月7日 - ）は、日本の俳優。富山県富山市出身。愛称はうっちー。

## 人物・来歴
富山県立富山商業高等学校、神戸学院大学法学部卒業。enchante所属。身長177cm。血液型B型。
テニスでインターハイ出場経験を持ち、スポーツ推薦で神戸学院大学に進学する。大学1年生の1995年1月、神戸で阪神・淡路大震災を経験する。この経験から役者を目指した経緯について、のちに新聞の連載やインタビューで語っている。
大学卒業後の1998年4月、仲代達矢主宰の俳優養成所無名塾に入塾、1300人の中から選抜された8名の一人になった（22期生）。同期には真木よう子、滝藤賢一がいる。
1999年、無名塾公演『どん底』で初舞台。無名塾時代について「一からたたきあげられた」「朝5時に仲代さんの自宅にある稽古場に通いつめ深夜まで芝居づけの毎日」「仲代さんから厳しい指導を受けたあの頃、逃げ出さずに頑張り通して本当に良かったと思う」と語っている。「役者修行は人間修行」「人間は観察力だ。」稽古をつけた仲代達矢の言葉は、役者人生の指針になっているという。
無名塾卒業後もテレビ、舞台、ラジオ、連載執筆活動など多方面で活動している。
2007年の取材時、「東京と富山で活躍するのが夢。富山での活動は自身のライフワークとしてずっと続けて行きたい」と語っており、東京の他、地元富山でレギュラー番組を持つ。2014年から岩瀬晶子が主宰する日穏-bion-（びおん）に参加し主演を務める。2015年に上演された主演作『明日花』は、日穏-bion-代表である岩瀬の祖父の反戦の意を継いで書かれたもので、メディア・新聞各社で取り上げられた。
「自身が主演した舞台を富山で上演するのが夢のひとつ」という言葉どおり、2015年から富山での公演も行っている。日穏-bion-公演には『gift〜星空の向こうから』（2014年）、『明日花（あしたばな）』（2015年）、『月の海』（2016、2018年）と続けて出演し、その他2012年に上演された吉川威史プロデュースの舞台「素晴らしい一日」（2017年・再演）でも東京公演と富山公演を行っている。
東海テレビ制作の昼帯ドラマへの出演が多く、『麗わしき鬼』（2007年）ではゲイの青年を演じた。ナレーションは内浦の演じる壱岐みちるがオネエ言葉を使い、当時を振り返る形で語られる。『夏の秘密』（2009年）でも弁護士役で準主演し、重要な役どころを演じ好評を博した。
内浦は『gift』に主演する際、2014年の取材で「その日その瞬間のさまざまな要因によって変化するのが舞台の大きな魅力。その瞬間にしか出会えない感動を観客の皆さんに届けられる俳優でありたいと思っています」と語っている。
お笑いコンビ「ハイキングウォーキング」の松田洋昌は高校の1年後輩に当たり、通っていた幼稚園も同じであった。趣味はスノーボード、ボウリング、テニス。
2017年9月、スタッフ・ポイントからenchanteに移籍。

## 出演

### テレビドラマ
- 袖振りあうも（2000年、NHK）
- ロケット・ボーイ 第2話（2001年、フジテレビ）
- はるちゃん5（2001年、東海テレビ）
- 火曜サスペンス劇場「身辺警護11」（2002年、日本テレビ）
- 顔（2003年、フジテレビ）
- 土曜ワイド劇場（テレビ朝日）
  - 「ひまわり〜桶川女子大生ストーカー殺人事件〜」（2003年）
  - 「弁天祐美子法律事務所2」（2009年11月7日）
- 幸せ咲いた〜結婚相談所物語〜（2003年、東海テレビ） - 望月大輔 役
- 女と愛とミステリー「幻の推理作家・和南城健〜能登路殺人行〜」（2003年、テレビ東京）
- 牡丹と薔薇（2004年、東海テレビ）
- 金曜エンタテイメント
  - 「所轄刑事1」（2004年） ‐ 田上正人
- 冬の輪舞（2005年、東海テレビ）
- 水曜ミステリー9（テレビ東京）
  - 「警視庁黒豆コンビ 二度のお別れ」（2005年）
  - 「密会の宿」
    - 「密会の宿5」（2006年）
    - 「密会の宿7」（2009年）
    - 「密会の宿8」（2011年）
    - 「密会の宿9」（2012年）
    - 「密会の宿10」（2013年）

  - 「信州山岳刑事 道原伝吉 - 岡島良彦 役
    - 「信州山岳刑事 道原伝吉2」（2014年）
    - 「信州山岳刑事 道原伝吉3」（2015年）
    - 「信州山岳刑事 道原伝吉4」（2015年）
- ショートフィルム道 東京少女 第5話「西東京タワー少女」（2006年、TBS）
- 麗わしき鬼（東海テレビ）
  - 　麗わしき鬼（2007年） - 壱岐みちる 役（ナレーション兼任）
  - 「『麗わしき鬼』の魅力を徹底検証」（2007年） - ナビゲーター
- ナツコイ（2008年、TBS）
- ヒットメーカー 阿久悠物語（2008年、日本テレビ） - 井上順 役
- 事件記者〜警視庁記者倶楽部（2008年、フジテレビ）
- 夏の秘密（2009年、東海テレビ） - 乾龍一 役
- 松本清張生誕100年スペシャル・中央流沙（2009年、TBS）
- アザミ嬢のララバイ 第1話「秘蜜を吸う」（2010年、毎日放送） - 安藤大輝 役
- 月曜ゴールデン（TBS）
  - 「緑川警部シリーズ」 - 谷田部健作 役
    - 「緑川警部シリーズ2 緑川警部VS16時02分の路線バス」（2010年）
    - 「緑川警部シリーズ3 緑川警部VS殺人トランプ」（2011年）
    - 「緑川警部シリーズ4 緑川警部VS33分の勇気」（2012年）

  - 「伝説の監察医 オニグマの事件簿」（2012年3月5日） - 片野坂直樹 役
  - 「血痕4 警科研・湯川愛子の鑑定ファイル」（2013年6月17日）
- 11人もいる! 第5話（2011年、テレビ朝日）
- 造花の蜜（2011年、WOWOW）
- 新春ワイド時代劇 「忠臣蔵〜その義その愛」（2012年1月2日、テレビ東京）
- 相棒（テレビ朝日）
  - Season11 第11話 元日スペシャル「アリス」（2013年1月1日） - 佐武克己 役
  - Season14 第6話「はつ恋」（2015年11月25日） - 山本将人 役
- 夫のカノジョ（2013年、TBS） - 田代先生 役
- 神谷玄次郎捕物控（2014年、NHK BSプレミアム） - 橋本兵助 役
- 立花登青春手控え2（2017年、NHK BSプレミアム） - 多田屋徳兵衛 役
- 家政夫のミタゾノ（2018年、テレビ朝日） ‐ 武井康敏 役
- 麒麟がくる（2020年、NHK大河ドラマ） - 佐々隼人正 役
- 女王の法医学〜屍活師〜2（2022年3月21日、テレビ東京）‐ 大塚大輝 役
- 孤独のグルメ Season10 第8話（2022年11月26日、テレビ東京）- 夫婦客 役
- めぐる未来（2024年1月18日 - 3月22日、読売テレビ・日本テレビ） - 襷正年 役

### テレビ番組
- 世界ウルルン滞在記 オーストラリア・サイバイ島の伝統大好きおじいちゃんに…内浦純一が出会った（2003年5月4日、TBS）
- 柴田理恵認定 ゆるゆる富山遺産（レギュラー、2005年 - 現在 チューリップテレビ）
- Youドキッ!たいむ（富山テレビ）
  - Youドキッ!たいむ（2007年5月4日）
  - Youドキッ!たいむ新春スペシャル「熱中!夢中!お正がチュー!」（2008年1月2日）
  - Youドキッ!たいむ（2009年6月18日）
- げんきの素（2008年、関西テレビ）
- ふるさとCM大賞特別編（2011年3月27日、チューリップテレビ）
- 日曜イベントアワー（2012年10月7日、テレビ東京）
- フレッシュ!×フレッシュ!（2013年、TBB生放送）
- Aスタジオ（2015年、TBS）
- 新幹線がやってきた!柴田理恵のすべて見せます北陸新幹線（生放送）（2015年3月14日、チューリップテレビ）
- 富山いかがdeSHOW（富山テレビ、生放送）
  - 富山いかがdeSHOW（2015年5月9日）
  - 富山いかがdeSHOW（2015年8月1日）
  - 富山いかがdeSHOW（2015年9月4日）
  - 富山いかがdeSHOW（2016年9月17日）
  - 富山いかがdeSHOW（2017年）
- N6（チューリップテレビ）
  - N6（2015年8月20日）
  - N6（2015年9月21日）
  - N6（2016年9月26日）
  - N6（2017年）
- HOKURIKU Girls girls FESTIVAL～北陸発!音楽とファッションの祭典～（10月21日、22日（放送日11月21日チューリップテレビ）
- 土曜スタジオパーク（VTR出演）（2018年4月、NHK）
- 富山の冬が変わる!（2020年）
- 開局30周年記念 チューリップテレビの日（2020年10月3日、生放送）

### 舞台
- 無名塾「どん底」（1999年 - 2000年）
- WAHAHA本舗
  - 「女探偵・伴内多羅子〜七つの顔の女だぜ〜」（2005年）
  - 「女探偵・伴内多羅子〜砂犬〜」（2006年）
  - 「女探偵・伴内多羅子〜歌う探偵 悩む容疑者〜」（2006年）
  - 「女探偵・伴内多羅子〜ずっこけ一座の花道〜」（2008年）
- 8キャラット&.「女脳」「男脳」（2008年）
- LOVE LETTERS（2009年12月12日、PARCO劇場） - 主演
- 天璋院篤姫（2010年2月4日 - 24日、明治座）
- モーションロックオペラ「Life pathfinder」（2010年）
- 「ウラハラ」（2011年6月10日-11日、APOCシアター）
- 吉川威史presents「素晴らしい一日」（2012年、下北沢駅前劇場） - 主演
- 「銀河英雄伝説第3章〜内乱」（2013年、青山劇場）
- 「gift〜星空の向こうから」（2014年、12月10-14日、吉祥寺シアター） - 主演
- 「明日花(あしたばな)」（2015年、8月26-9月2日東京、9月19-20日富山市民劇場） - 主演
- 「月の海」（2016年東京：8月、9月30日-10月1日：富山公演） - 主演
- 「素晴らしい一日」（2017年東京公演・富山公演） - 主演
- 「月の海」（2018年） - 主演
- 兎座番外公演「脳天ハイマー」（2024年）[6]
- 藤原たまえプロデュース「大遺作」（2025年）[7]
- 日穏-bion- 第18回公演「月の海 2025」（2025年上演予定） - 主演[8]

### 映画
- 突入せよ! あさま山荘事件（2002年）
- 釣りバカ日誌13 ハマちゃん危機一髪!（2002年）
- 陽はまた昇る（2002年）
- 阿修羅のごとく（2003年）
- ゴジラ×モスラ×メカゴジラ 東京SOS（2003年） - 赤塚 役[1]
- 座頭市（2003年）
- BOMBIXMORI（2003年）
- ドラッグストア・ガール（2003年）
- 草の乱（2004年）
- 冬の幽霊たち〜ウインターゴースト〜（2004年）
- 稲川淳二のあなたの隣の怖い話〜夏の怪（2005年）
- 天使が降りた日「天使のカウントダウン」（2005年） - 飛鳥の婚約相手 役
- 監督・ばんざい!（2007年）
- クライマーズ・ハイ（2008年） - 仁科靖 役
- ボディ・ジャック（2008年） - 南野拓郎 役
- おかえり、はやぶさ（2012年）
- 海ガメの約束（2016年）
- 超高速!参勤交代 リターンズ（2016年）
- 大コメ騒動（2021年）
- 呪い返し師—塩子誕生（2022年） - 伊藤秀夫 役
- アウトロダブル（2022年） - 藤波 役
- シェアの法則（2023年） - 河合光太郎 役[9]
- カーリングの神様（2024年） - 清水太一 役[10][11]
- 星より静かに（2025年） - 主演・佐藤はじめ 役[12]

### CM
- J-PHONEムービー写メール「ラグビー編」（2002年）
- EPSONカラリオ「お散歩篇」（2002年）
- 中外製薬「グロンサン」（2002年）
- カーコンビニ倶楽部（2002年）
- アサヒ飲料「WANDAモーニングショット」（2003年）
- ほのぼのレイク「電車篇」（2003年）
- 日本経済新聞「お見合い実況中継篇」（2006年）
- 英会話「GABA」スチールのみ（2006年）
- 生涯学習のユーキャン「ユーキャンキャン織田編」（2007年）
- 日本マクドナルド「今夜、夜空の下で編」（2008年）
- 花王サクセス薬用バイタルチャージ「夕立編」（2008-2009年）
- 全薬工業ジキニン「お店で岡江さん」篇 （2009年）
- スズキパレット「秋のコスモス編」（2010年）
- 朝日新聞「正解のない問題篇」（2011年）
- エスビー食品「ディナーカレー」（2012年）
- ハッピーファミリーキャンペーン「結婚部門篇」「子育て部門篇」（2013年）
- 任天堂　wii-uファミコンリミックス「親子編」（2014年）
- ピアゴ「魔法のワイシャツ」（2015年）
- ユニバーサル・ワンダー・クリスマス （2015年）
- すき家 （2015年）
- アットホーム「ネットワークと人編」（2015年）
- クロスランドおやべ〜ハートアイランドから始まる物語（ストーリー）〜（2016年）

### イベント
- 柴田理恵&内浦純一トークショー（2006年4月3日富山県）
- 夏の秘密トークライブ（2009年7月）
- ふるさとCM大賞審査員（2011年）
- アコイコフェス（2012年2月19日 会場：ザ・キャピトルホテル東急「鳳凰の間」）
- HOKURIKU Girls girls FESTIVAL～北陸発！音楽とファッションの祭典～　（2017年10月21日、22日）

### ラジオ
- 柴田理恵の井戸端ラヂオ（2006〜2009年、KNB）
- 彼岸までKNB（朗読）
- インターネットラジオ「ラジオミュー」の「フォークナイト」（2015年9月5日）
- 「高原兄の5時間耐久ラジオ」（2016年9月24日、KNB北日本放送）

### 執筆・連載
- 中日新聞「家族のことを話そう『働く姿 自慢の父』」(2003年2月21日）
- 東海テレビ公式ホームページ 昼ドラ倶楽部「みちる日記」（2007年）
- 北日本新聞
  - 「越中賛歌 稽古ノート」（2008年2月2日）
  - 「恋の処方箋」（2010年 - 2014年）
  - 「俳優にたずねよ」（2014年）
  - 「内浦純一のこれを見よ！」（2019年）
- 毎日新聞「がんばれ富商! 第81回センバツ高校野球」（2009年）
- TVぴあ　夏の秘密「あいの激情」1 - 4（2009年6月10日、6月24日、7月18日）
- 東京新聞朝刊（2015年8月24日）

### インタビュー掲載
- 「昼ドラで新境地に挑む」(北日本新聞　2007年）
- TVぴあ
  - 気になるお人〜内浦純一さんインタビュー（2009年6月10日号）
  - 夏の秘密「あいの激情」内浦純一さんインタビュー（2009年7月8日号・7月22日号）
- TVライフ中部版 内浦純一さんインタビュー（2009年7月22日号）
- 「遠きにありて」（富山新聞 2009年）
- 北陸電力情報誌「えるふぷらざ」（2014年冬号）
- 北日本新聞朝刊「内浦純一主演舞台『明日花』平和の尊さ考える契機に」（2015年9月4日）
- 北日本新聞（2016年）

### その他
- 定住者促進PRショートムービー（富山県小矢部市）クロスランドおやべ〜ハートアイランドから始まる物語（ストーリー）〜（2016年）
- 第５回 いばらきショートフィルム大賞 「IMC」（2018年）